# Shifty Shellshock
Seth Brooks Binzer (23. srpna 1974 Los Angeles, Kalifornie, USA – 24. června 2024 tamtéž), známější pod uměleckým jménem Shifty Shellshock, byl americký rapper a písničkář, který spoluzaložil raprockovou kapelu Crazy Town, známou díky hitu „Butterfly“. 

## Kariéra
V 90. letech 20. století začal spolupracovat s Bretem Mazurem a v roce 1992 založili raprockovou skupinu The Brimstone Sluggers. V roce 1999 založili skupinu Crazy Town. Upozornil na sebe v roce 2000 hitem „Butterfly“, který vyšel na sklonku roku 1999 na debutovém albu The Gift Of Game.
Následující deska Darkhorse z roku 2002 byla komerčně neúspěšná a Crazy Town ukončili činnost. Vrátili se v roce 2007 a v roce 2015 vydali třetí a poslední desku The Brimstone Sluggers. Mazur skupinu v roce 2017 opustil, ale kapela pokračovala dál. V březnu 2024 vydali EP Flirting with Disaster.

## Osobní život
Léta bojoval se závislostí na drogách a v rámci boje s ní účinkoval v několika reality show včetně Celebrity Rehab a Sober House. Měl také četné opletačky se zákonem, v roce 2012 byl odsouzen k třem letům nepodmíněně za ublížení na zdraví a držení kokainu.
V letech 2015 až 2016 byl Shifty Shellshock ženatý s herečkou a modelkou Ashiko Westguard. V roce 2022 chodil s herečkou Soleil Moon Frye. Po jejich rozchodu byl v Los Angeles zatčen za řízení pod vlivem alkoholu.
Shifty Shellshock zemřel 24. června 2024 ve svém domě v Los Angeles na následky předávkování kokainem, fentanylem a metamfetaminem. Bylo mu 49 let.

## Diskografie

### Studiová alba
- The Gift of Game (1999)
- Darkhorse (2002)
- The Brimstone Sluggers (2015)
- EP Flirting with Disaster (2024)

#### Sólová alba
- Happy Love Sick (2004)